# Marracuene
Marracuene (già Vila Luísa fino al 1975) è un centro abitato del Mozambico, situato nella Provincia di Maputo, che sorge sulla riva destra del fiume Komati (Incomati in portoghese).

## Storia
La città fu teatro il 2 febbraio 1895 di una decisiva battaglia tra i portoghesi, guidati da António José Enes e l'imperatore di Gaza Gungunyane. I portoghesi vinsero lo scontro, sconfiggendo larga parte del guerrieri nativi con l'aiuto di fucili a ripetizione e mitragliatrici.